# Осогово (футбольний клуб)
«Осогово» (мак. ФК Осогово Кочани) — македонський футбольний клуб із міста Кочани. 
Заснований 1924 року.
У сезонах 1992/93 — 1995/96 и 1998/99 — 2001/02 років виступав у Першій лізі.
Тепер виступає в Другий лізі Македонії.

## Досягнення
Перша ліга Македонії:
- Найвище місце 6-е (1): 1994/95